# Pupilla alpicola
Pupilla alpicola is een slakkensoort uit de familie van de Pupillidae. De wetenschappelijke naam van de soort is voor het eerst geldig gepubliceerd in 1837 door Charpentier.